# Mario Lepe
Mario Enrique Lepe González (né le 25 mars 1965 à Santiago au Chili) est un joueur de football international chilien, qui évoluait au poste de milieu de terrain, avant de devenir entraîneur.

## Biographie

### Carrière de joueur

#### Carrière en club
Mario Lepe réalise l'intégralité de sa carrière avec l'Universidad Católica, club où il évolue pendant 18 saisons, de 1983 à 2000.
Il dispute un total de 437 matchs en première division chilienne avec cette équipe, inscrivant 21 buts. Il remporte au passage trois titre de champion du Chili.
Il joue également 76 matchs en Copa Libertadores, marquant un but. Il atteint la finale de cette compétition en 1993, en étant battu par le club brésilien du São Paulo FC. Il inscrit son seul but en Copa Libertadores le 26 août 1988, lors de la réception du Deportivo Táchira.

#### Carrière en sélection
Mario Lepe reçoit 24 sélections en équipe du Chili entre 1985 et 1994, inscrivant un but.
Il participe avec cette équipe à la Copa América 1993 organisée en Équateur. Lors de cette compétition, il joue trois matchs : contre le Paraguay, le Brésil, et le Pérou.
En novembre 1985, il joue deux matchs contre le Pérou et le Paraguay, rentrant dans le cadre des éliminatoires du mondial 1986.

### Carrière d'entraîneur
Après avoir raccroché les crammpons, il entraîne à plusieurs reprises son club de cœur, l'Universidad Católica.

## Palmarès
Universidad Católica
- Copa Libertadores (0) :
  - Finaliste : 1993.

- Championnat du Chili (3) :
  - Champion : 1984, 1987 et 1997 (Ouverture).

- Coupe du Chili (4) :
  - Vainqueur : 1983, 1984, 1991 et 1995.